# Kymi Ring
Il Kymi Ring, scritto anche KymiRing, è un circuito motoristico situato a Iitti nel Kymenlaakso in Finlandia.

Vista del circuito in costruzione

È il primo circuito in Finlandia a possedere la licenza FIA di primo grado. 
Il nome "Kymi" deriva dal fiume Kymijoki, che scorre nella valle dove si trova il circuito. 

## Storia

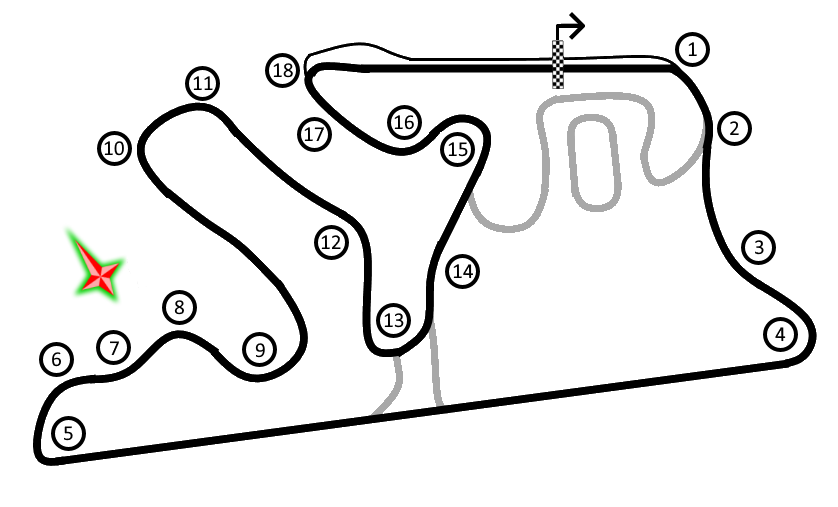
Tracciato del Kymi Ring

A Novembre 2018 esce la notizia che il GP della Finlandia entra in calendario dal 2020.
La pista è stata ufficialmente aperta il 19 Agosto 2019 con un test della MotoGP. La pista è ritenuta "a tratti lenta, ma interessante".
A Settembre 2019 esce la notizia che nel 2020 si corre in Finlandia.
A Maggio 2022 esce la notizia del rinvio del GP di Finlandia al 2023: alla base della scelta, la delicata situazione geopolitica con la Russia e l'omologazione del KymiRing. 
A inizio Luglio 2022 si scopre che il circuito è vicino al fallimento a causa della mancanza di fondi. A novembre dello stesso anno esce la notizia che Dorna fa richiesta di danni per la mancata disputa del Gran Premio.
Ad Aprile 2023 esce la notizia che Valtteri Bottas voglia comprare il KymiRing. A Febbraio 2024 esce la notizia che un nuovo gruppo di investitori si sta impegnando per il ritorno del Gran Premio di Finlandia. A Dicembre 2024 esce la notizia che il Kymi Ring è considerato un progetto fallito della MotoGP.